# Orlando Figes
Orlando Figes (ur. 20 listopada 1959 w Londynie) – brytyjski historyk i pisarz, specjalista historii Rosji i sowietolog.

## Życiorys
Studiował historię w Gonville and Caius College na Uniwersytecie Cambridge. Jest profesorem historii w Birkbeck College, University of London. Wykładał też historię w Trinity College w Cambridge. Zdobywca wielu nagród.

## Niektóre nagrody i wyróżnienia
- 1997 – Wolfson History Prize(inne języki): A People's Tragedy: The Russian Revolution 1891-1924[1]
- 1997 – WH Smith Literary Award(inne języki): A People's Tragedy: The Russian Revolution 1891-1924[2]
- 1997 – NCR Book Award(inne języki): A People's Tragedy: The Russian Revolution 1891-1924[3]
- 1997 – Longman-History Today Book Prize(inne języki): A People's Tragedy: The Russian Revolution 1891-1924[4]
- 1997 – Los Angeles Times Book Prize(inne języki): A People's Tragedy: The Russian Revolution 1891-1924[5]
- 2009 – Nagroda „Przeglądu Wschodniego”: Natasha's Dance: A Cultural History of Russia[6]

## Wybrane publikacje
- Peasant Russia, Civil War: The Volga Countryside in Revolution, 1917–21, 1989, ISBN 0-19-822169-X
- A People's Tragedy: Russian Revolution 1891–1924, 1996, ISBN 0-7126-7327-X,
- With Boris Kolonitskii: Interpreting the Russian Revolution: The Language and Symbols of 1917, 1999, ISBN 0-300-08106-5
- Natasha's Dance: A cultural History of Russia, 2002, ISBN 0-14-029796-0
- The Whisperers: Private Life in Stalin's Russia, 2007, ISBN 978-0-8050-7461-1,
- Crimea: The Last Crusade, Allen Lane, 2010. ISBN 978-0-7139-9704-0
- Just Send Me Word: A True Story of Love and Survival in the Gulag, Metropolitan Books, 2012, ISBN 978-0-8050-9522-7
- Revolutionary Russia, 1891–1991, Metropolitan Books, 2014, ISBN 978-0-8050-9131-1
- Revolutionary Russia, 1891–1991, Pelican Books, 2014, ISBN 978-0141043678

## Publikacje w języku polskim
- Taniec Nataszy. Z dziejów kultury rosyjskiej, przeł. Władysław Jeżewski, Warszawa: Wydawnictwo Magnum 2007, ISBN 978-83-89656-51-3
- Szepty. Życie w stalinowskiej Rosji, przeł. Władysław Jeżewski, Warszawa: Wydawnictwo Magnum 2008.
- Tragedia narodu. Rewolucja rosyjska 1891-1924, przeł. Beata Hrycak, Poznań - Wrocław: Wydawnictwo Dolnośląskie Oddział Publicat 2009, ISBN 978-83-245-8764-3
- Mroczne szepty: budzą się upiory, rozmowę przeprowadził Marc Epstein, "Forum" 12 I 2010, nr 2, s. 29-31.
- Siła ulicy, czyli jak motłoch dojrzał do rewolucji i obalenia caratu, tł. Beata Hrycak, "Polska", 23 I 2010, nr 19, s. 13.
- Poślij chociaż słowo, przeł. Władysław Jeżewski, Warszawa: Wydawnictwo Magnum 2012, ISBN 978-83-89656-79-7.

- Wojna krymska 1853-1856. Ostatnia krucjata, Oświęcim: Wydawnictwo Napoleon V 2018, ISBN 978-83-7889-823-8.
- Europejczycy. Początki kosmopolitycznej kultury, tłum. Łukasz Błaszczyk,  Warszawa: Wydawnictwo Wielka Litera 2021, ISBN 978-83-8032-657-6

- Opowieść o Rosji. Władza i mit, przeł. Władysław Jeżewski, Warszawa: Wydawnictwo Wielka Litera 2023, ISBN 978-83-8032-978-2.

## Kontrowersje dotyczące recenzji w serwisie Amazon
W roku 2010, Figes opublikował pod pseudonimem Historian, kilka recenzji książek w brytyjskiej części internetowej księgarni Amazon. Recenzje były krytyczne dla brytyjskich historyków zajmujących się Rosją: Roberta Service i Rachel Polonsky, a przychylne dla Figesa. Do opublikowania recenzji przyznała się początkowo żona historyka, później on sam przyjął za nie odpowiedzialność. Ostatecznie spór zakończył się ugodą z recenzowanymi autorami - pokryciem kosztów prawnych, rekompensatą finansową i przeprosinami Figesów.